# Негмат Карабаев (Кушониёнский район)
Негмат Карабаев (тадж. Неъмат Қарабоев) — село в Кушониёнском районе Хатлонской области Республики Таджикистан. Подчинен администрации джамоата посёлка Бохтариён.
Находится на расстоянии 28 км от райцентра (пгт. им. Исмоила Сомони) и 8 км от посёлка Бохтариён.
Население — 1548 чел. (2017).